# Eastman Kodak

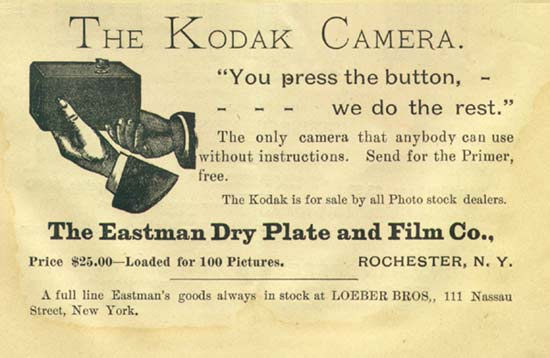
Wczesna reklama Kodaka z 1889 roku

Eastman Kodak Company – jeden z największych koncernów na świecie zajmujących się produkcją sprzętu fotograficznego i filmowego. Przedsiębiorstwem, od którego wywodzi się obecny Eastman Kodak Company, jest The Eastman Dry Plate and Film Company założony przez wynalazcę George’a Eastmana i inwestora Henry’ego A. Stronga w 1881 roku. Centrala przedsiębiorstwa znajduje się w Rochester, w stanie New York, w Stanach Zjednoczonych. Kodak jest notowany na NASDAQ oraz na New York Stock Exchange.

## Historia

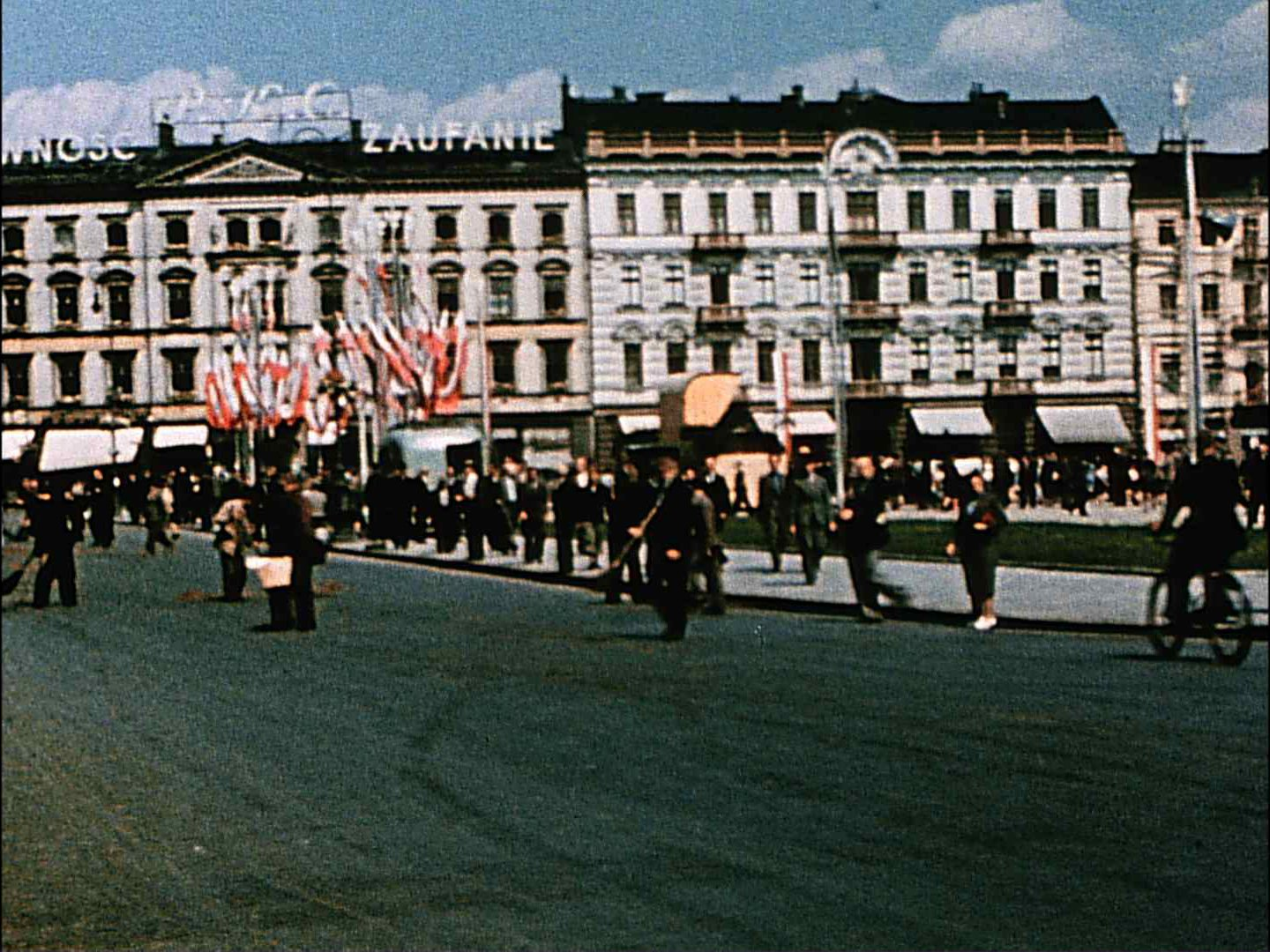
Klatka filmowa (film barwny) Eastman Kodak (16 mm) naświetlona w Warszawie w 1939

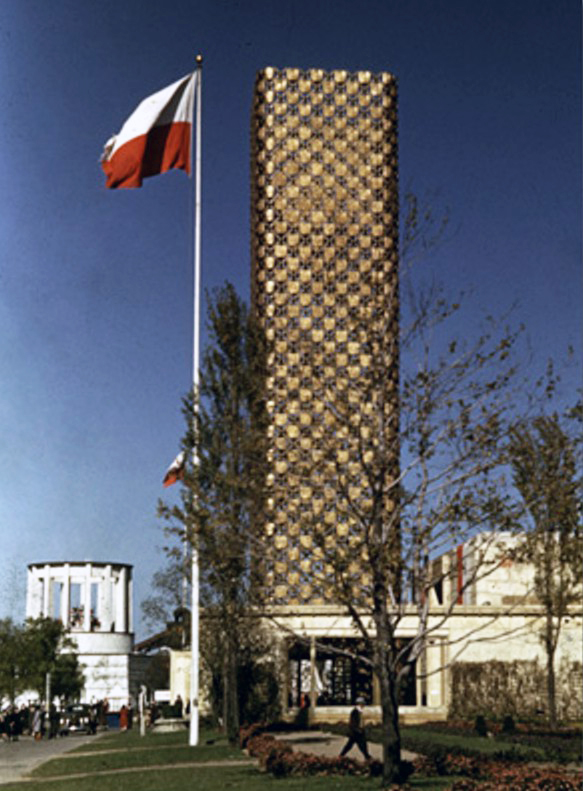
Fotografia barwna Kodak Kodachrome (35 mm) wykonana w Nowym Jorku w 1939

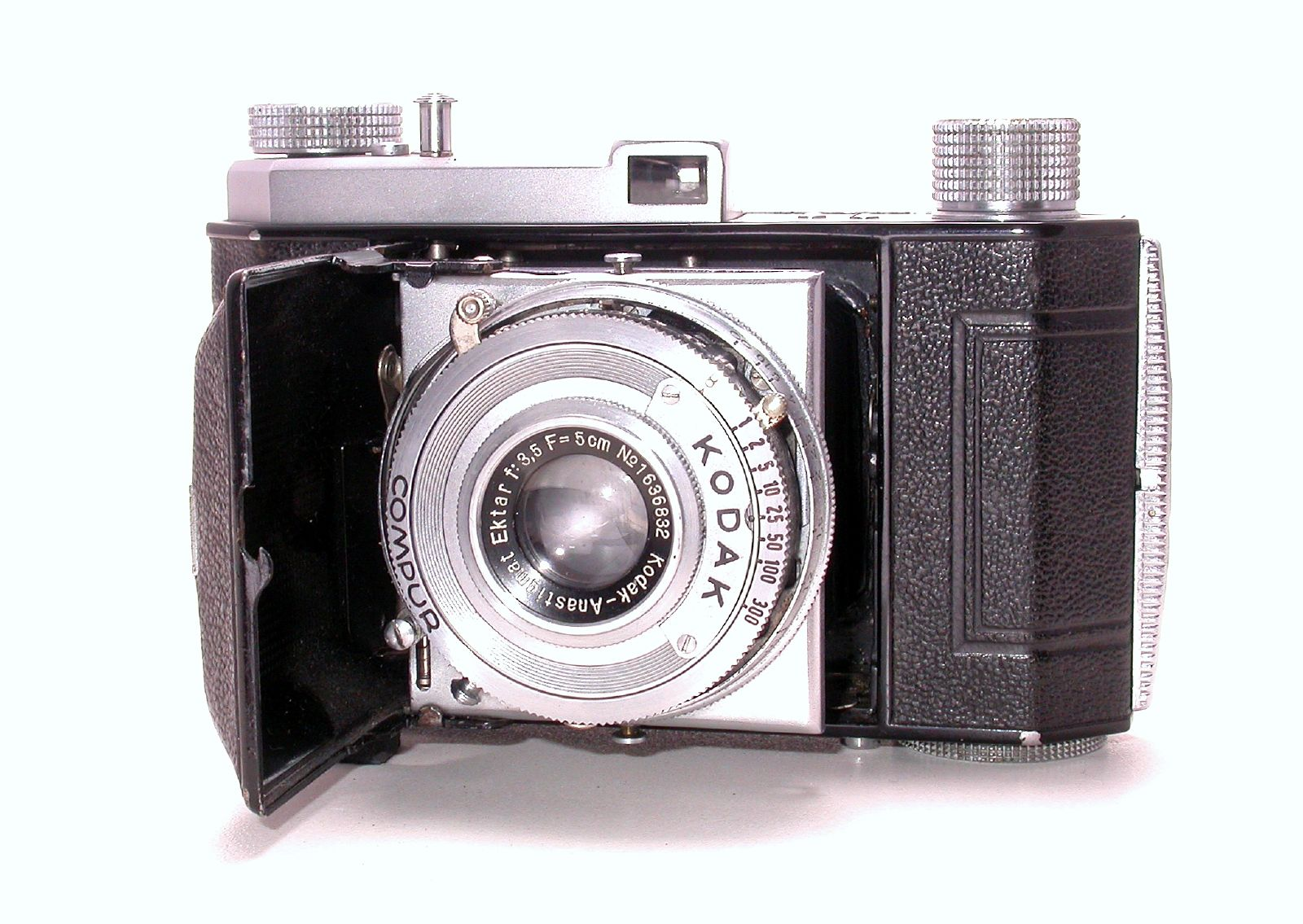
Popularny aparat fotograficzny Kodak Retina produkowany od 1934

Słowo Kodak zostało stworzone w 1888 roku przez samego Eastmana, który po latach tak pisał o jego etymologii: Z filologicznego punktu widzenia słowo „kodak” jest (...) równie pozbawione znaczenia jak pierwsze „gu” dziecka. Słowo to – zwięzłe i szorstkie aż do granicy grzeczności, dosłownie ucięte z obu stron przez mocne, nieustępliwe spółgłoski – brzmi jak migawka aparatu. Czegóż chcieć więcej?. Początkowo nazwę tę nosił aparat małoobrazkowy współpracujący z filmami w rolkach, który był sprzedawany przez Eastman Dry Plate and Film Company. Popularność tego aparatu była tak wielka, że przedsiębiorstwo było bardziej kojarzone ze słowem Kodak niż z nazwiskiem Eastmana i stąd zdecydowano się zmienić firmę na Kodak. Eastman ukuł także slogan reklamowy przedsiębiorstwa: „Ty naciskasz guzik, my robimy resztę”.
Przedsiębiorstwo wprowadziło na rynek wiele podstawowych obecnie technologii fotograficznych, takich jak film fotograficzny w rolkach 35 mm oraz pierwszy aparat fotograficzny dla amatorów. W 1888 roku model aparatu „Kodak Nr 1” kosztował 25 dolarów, co odpowiadało miesięcznej pensji robotnika. Oprócz stworzenia standardu fotografii małoobrazkowej przedsiębiorstwo było też pionierem w fotografii kolorowej, wprowadzając jako pierwsza w roku 1935 wielowarstwowy, oparty na subtraktywnej syntezie kolorów, film kolorowy Kodachrome oraz standard automatycznego wywoływania filmów znany jako proces C-41, który obecnie stosują praktycznie wszyscy wytwórcy kolorowych negatywów fotograficznych na świecie. Film Kodak Kodachrome został wykorzystany do wykonania pierwszych kolorowych fotografii II wojny światowej w Polsce przez amerykańskiego dziennikarza Juliena Bryana. Oprócz rozwijania fotografii przedsiębiorstwo opracowało wiele formatów do tworzenia filmów wideo takich jak 16mm (1923), 8mm (1932) i Super 8 (1965). Równolegle z przedsiębiorstwem Polaroid Corporation rozwijało technologię fotografii błyskawicznej, jednak po przegraniu sprawy patentowej przeciw Polaroidowi 19 stycznia 1986 wycofało się całkowicie z tego segmentu rynku. W latach 90. XX wieku przedsiębiorstwo forsowało nową technologię fotografii tradycyjnej o nazwie Advanced Photo System, mającą zastąpić aparaty małoobrazkowe. Technologia ta umożliwia radykalne zmniejszenie rozmiarów aparatów, stosowanie filmów umożliwiających zapisanie do 135 zdjęć na jednej rolce i automatyczne ich katalogowanie.
Przedsiębiorstwo jest zaangażowane w rynek fotografii cyfrowej, którego opanowanie jest obecnie głównym celem strategicznym koncernu. 13 stycznia 2004 koncern ogłosił zaprzestanie produkcji aparatów małoobrazkowych w USA i Europie Zachodniej i zarzucenie całkowicie rozwijania technologii Advanced Photo System, która nie cieszyła się specjalnym zainteresowaniem klientów, deklarując jednocześnie chęć dalszej produkcji i rozwijania technologii tradycyjnych filmów fotograficznych.
Na początku XXI wieku koncern Eastman Kodak przeżywał kryzys ekonomiczny, związany ze strategicznymi błędami w zarządzaniu, popełnionymi w ciągu kilku wcześniejszych lat. Kryzys pogłębiło niedoszacowanie kosztów i skutków restrukturyzacji. W 4. kwartale 2006 roku Eastman Kodak po raz pierwszy od 2004 roku odnotował dodatni wynik w swej ogólnoświatowej działalności rynkowej.
W 2012 Kodak złożył wniosek o ochronę przed upadłością, zamierzając przeprowadzić restrukturyzację. Przedsiębiorstwo zdołało jednak spłacić swoje zaległe długi i zlikwidować zbędne koszty (jak opieka zdrowotna dla emerytowanych pracowników) i w 2013 ogłosiła, że zagrożenie bankructwem minęło.
Pierwszy polski oddział Kodak powstał jeszcze w czasach II Rzeczypospolitej i działał w Warszawie przy placu Napoleona 5.